# Trogloneta granulum
Espèce
Trogloneta granulum est une espèce d'araignées aranéomorphes de la famille des Mysmenidae.

## Distribution
Cette espèce se rencontre en Europe.

## Publication originale
- Simon, 1922 : Description de deux arachnides cavernicoles du midi de la France. Bulletin de la Société Entomologique de France, vol. 1922, p. 199-200 (texte intégral).